# Psychotria papantlensis
Psychotria papantlensis är en måreväxtart som först beskrevs av Oerst., och fick sitt nu gällande namn av William Botting Hemsley. Psychotria papantlensis ingår i släktet Psychotria och familjen måreväxter. Inga underarter finns listade i Catalogue of Life.